# Vlag van Rijsel

Huidige vlag van Rijsel
(sinds 2013)

De vlag van Rijsel (Lille)  is een wit doek dat in links ervan een rode gestileerde weergave van een fleur de lis toont (Dit symbool is het van het stadswapen afgeleide moderne logo van Rijsel) met in het midden in grijze letters ville de en rechts in grote rode letters lille. Het is een logovlag. De vlag werd in huidige vorm in 2013 aangenomen.
Oorspronkelijk was het Rijselse wapen een moerasiris (goud op een blauwe achtergrond, zoals die van het Brussels Hoofdstedelijk Gewest). De aanpassing aan de huidige vorm zou het gevolg zijn van een al dan niet bewuste uitspraak van Lodewijk XIV van Frankrijk. Hij stelde dat de Franse naam van de stad, Lille, verband hield met de lelie (lilium) op het wapen en dat het wapen dus een sprekend wapen is.
De Rijselse vlag is op veel plaatsen in de stad te zien, vooral in de historische binnenstad en het moderne Euralille.

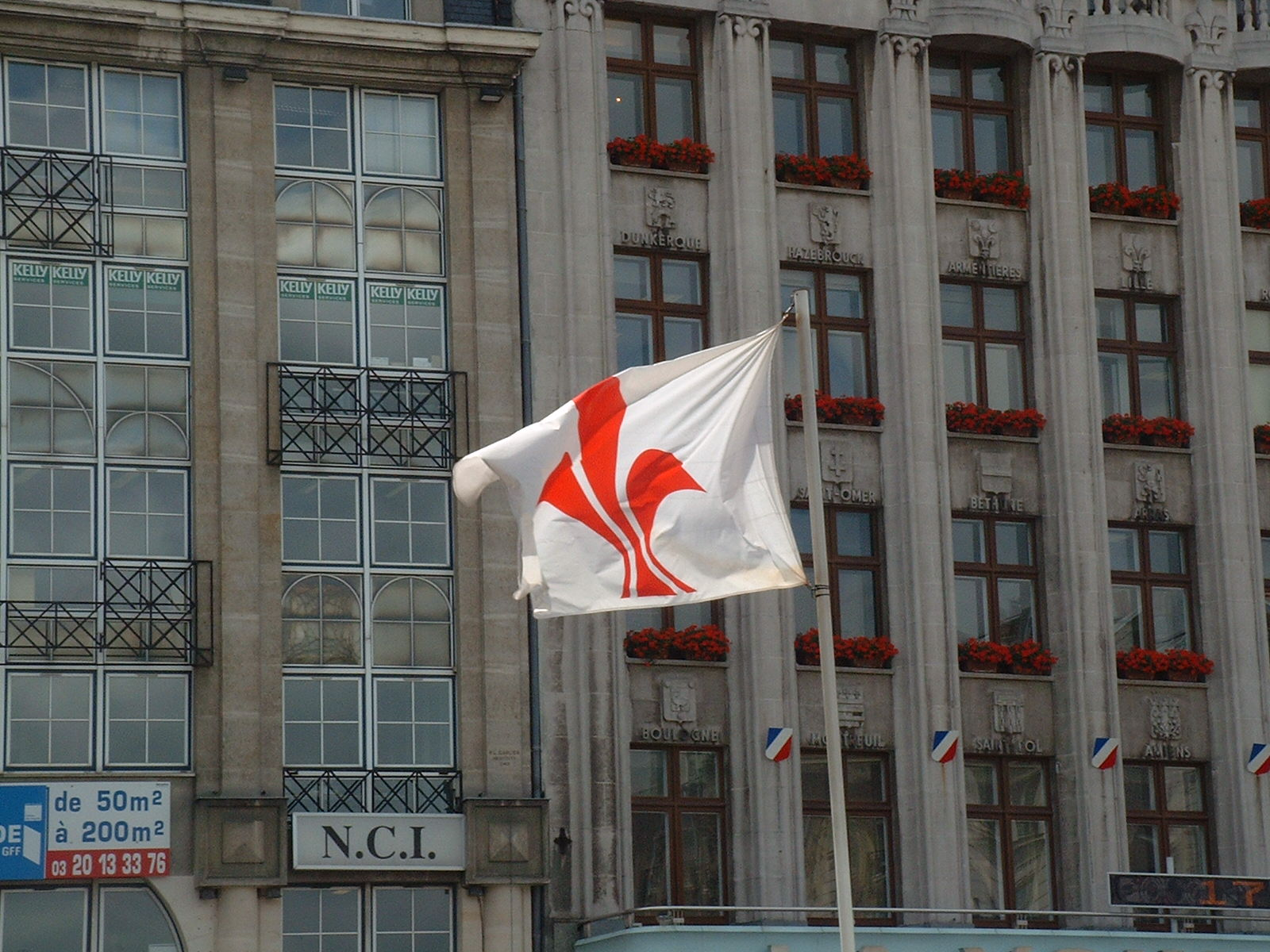
De oude Rijselse vlag op de Grote Markt (2007)

## Eerdere vlaggen
De voorgaande vlag is een wit doek dat in het midden ervan een gestileerde weergave van een fleur de lis toont. Dit symbool is het van het stadswapen afgeleide moderne logo van Rijsel. Daarvoor had Rijsel een vlag die afgeleid op het Rijselse stadswapen. De eerste vlag werd ontworpen door Émile Alphonse Théodore, curator van het Musée des Beaux-arts, in 1926 en officieel ingehuldigd in hetzelfde jaar.
|  |  |  |